# Aksuat
Aksuat (rusky Аксуат) je jezero v Kostanajské oblasti v Kazachstánu. Leží v Turgajské úžlabině. Jeho rozloha se pohybuje od 50 do 150 km² v závislosti na stavu vodní hladiny. Dosahuje hloubky až 3 m.

## Pobřeží
Pobřeží je členité a dno jílové. Skládá se ze dvou vodních ploch (Velký Aksuat a Malý Aksuat), které jsou spojené průtokem dlouhým 700 m.

## Vodní režim
Do jezera ústí řeka Karasu. V letech s malým množstvím vody jezero vysychá.

## Vlastnosti vody
Voda je mineralizovaná.